# ديفيد والاس (سياسي)
ديفيد والاس (بالإنجليزية: David Wallace)‏ هو قاضٍ ومحامٍ وسياسي أمريكي. ولد في 24 أبريل 1799 في الولايات المتحدة، وتوفي بنفس المكان في 4 سبتمبر 1859. حزبياً، نشط في حزب اليمين. انتخب حاكم إنديانا ‏ (6 ديسمبر 1837 – 9 ديسمبر 1840) وانتخب عضواً في مجلس نواب إنديانا وانتخب عضو مجلس النواب الأمريكي.